# Similosodus taiwanus
Similosodus taiwanus là một loài bọ cánh cứng trong họ Cerambycidae.